# Arthur Winfree
Arthur Taylor Winfree (15.5.1942 - 5.11.2002) là nhà Sinh học lý thuyết ở Đại học Arizona.

## Cuộc đời và Sự nghiệp
Ông sinh tại St. Petersburg, Florida, Hoa Kỳ.
Ông nổi tiếng về công trình nghiên cứu mô hình toán học của các hiện tượng sinh học: từ rối loạn nhịp tim và các circadian rhythm tới việc tự tổ chức của các tập đoàn slime mold cùng phản ứng Belousov-Zhabotinsky. Winfree được thưởng MacArthur Fellows Program từ 1984 tới 1989 và giải Toán học ứng dụng Norbert Wiener chung với Alexandre Chorin năm 2000.

## Gia đình
Ông là cha của Erik Winfree - một người cũng được thưởng MacArthur Fellows Program khác và hiện là giáo sư ở Học viện Công nghệ California - và Rachael Winfree, hiện là giáo sư phụ tá ở Phân khoa Sâu bọ của Đại học Rutgers.

## Lý lịch vắn tắt
1965 cử nhân vật lý ở Đại học Cornell
1970 tiến sĩ sinh học, Đại học Princeton
1969-1972 Giáo sư phụ tá, Đại học Chicago
1972-1979 Phó giáo sư Sinh học, Đại học Purdue
1979-1986 Giáo sư Sinh học, Đại học Purdue
1986-2002 Giáo sư Sinh thái học và Sinh học tiến hóa, Đại học Arizona
1989-2002 Regents Professor, Đại học Arizona

## Giải thưởng và Vinh dự
| Năm  | Giải, Vinh dự                                                                                        |
| ---- | --- |
| 1961 | Westinghouse Science Talent Search Finalist                                                          |
| 1982 | John Simon Guggenheim Memorial Fellowship                                                            |
| 1984 | Giải John D. và Catherine T. MacArthur                                                               |
| 1989 | Giải Einthoven (Viện Hàn lâm Khoa học Hoàng gia Hà Lan, Viện Tim học liên đại học, và Quỹ Einthoven) |
| 2000 | Giải Toán học ứng dụng Norbert Wiener (chung với A. Chorin)                                          |
| 2001 | Aisenstadt Chair Lecturer (Trung tâm nghiên cứu Toán học, Đại học Montréal)                          |

## Tác phẩm
- Arthur T. Winfree (2001). Geometry of Biological Time. Springer-Verlag. ISBN 0-387-98992-7. (Second edition, first edition published 1980).
- Arthur T. Winfree (1987). When Time Breaks Down: The Three-Dimensional Dynamics of Electrochemical Waves and Cardiac Arrhythmias. Princeton University Press. ISBN 0-691-02402-2.
- Arthur T. Winfree (1987). Timing of Biological Clocks. Scientific American Library, No 19. ISBN 0-7167-5018-X.
- Editorial (2004). Arthur T. Winfree (1942-2002). Journal of Theoretical Biology, No 230. {{Chú thích sách}}: Đã bỏ qua văn bản “pp. 433-439” (trợ giúp)